# Shalaya Valenzuela
Shalaya Valenzuela (12 de junho de 1999) é uma jogadora de rugby sevens canadense.

## Carreira
Valenzuela nasceu em 12 de junho de 1999, em Abbotsford, Colúmbia Britânica. Ela é membro da Primeira Nação Tseshaht e passou um tempo em um orfanato quando criança. Ela cresceu jogando rugby union como centro interno, sendo membro do clube Abottsford RFC, e frequentou a Yale Secondary School, onde jogou pelo Yale Lions. Enquanto estava em Yale, ela recebeu o Prêmio Premier de Excelência Indígena no Esporte. Ela se formou na escola em 2017.
Valenzuela foi membro da equipe BC Bears U23 e da equipe nacional júnior, ambas as quais ela representou em competições internacionais. Depois de Yale, ela frequentou a University of the Fraser Valley em Abbotsford, onde competiu na U Sports pelo UFV Cascades, e mais tarde foi transferida para a University of Victoria, onde jogou pelo Victoria Vikes.
Valenzuela passou dois anos na Rugby Canada Maple Leaf Academy antes de ser convocada para a seleção feminina de rúgbi sevens do Canadá pela primeira vez em dezembro de 2022, para a World Sevens Series em Dubai. Ela se tornou a única atleta indígena na seleção nacional. Em 2023, ela jogou pela equipe nos Jogos Pan-Americanos e os ajudou a ganhar uma medalha de prata, perdendo para os Estados Unidos na final. Em 2024, ela foi nomeada suplente da equipe nas Olimpíadas de Verão de 2024. Ela foi promovida ao time ativo após uma lesão de Keyara Wardley , participando de sua partida contra a França. O Canadá finalmente ganhou a medalha de prata, perdendo para a Nova Zelândia na final, com Valenzuela se tornando a primeira mulher indígena a ganhar uma medalha no rúgbi sevens pelo país.